# برایتشاید (هسن)
برایتشاید (به آلمانی: Breitscheid) یک شهر در آلمان است که در لان-دیل واقع شده‌است. برایتشاید ۵٬۰۴۶ نفر جمعیت دارد.